# 목욕하고 나오는 다이아나
《목욕하고 나오는 다이아나》(프랑스어: Diane sortant du bain, 영어: Diana Getting out of her Bath) 또는 《목욕하는 다이아나》(영어: Diana Bathing)는 프랑스의 화가 프랑수아 부셰가 1742년에 그린 유화이며 로마의 여신 다이아나와 그녀가 총애하던 님프를 묘사했다. 이 그림은 1852년 파리의 루브르 박물관에 인수되었다.

## 설명
이 그림은 목욕 후 방금 나온 알몸의 다이아나와 그녀의 동료 님프가 묘사되어 있다. 초승달 모양의 보석이 달린 진주 왕관을 쓰고 있고, 발치에 무릎을 꿇은 님프와 함께 있는 모습으로 보아 작품 속 여성이 사냥의 여신이자 달을 관장하는 다이아나라는 것을 알 수 있다.
다이아나는 알몸으로, 그녀의 밝은 피부색과 금발 머리를 돋보이게 하는 비단 위에 앉아 있다. 다이아나의 오른쪽에 앉아 있는 님프는 푸른 머리띠를 두르고 있으며, 다이아나의 다리를 관찰하고 있다. 밝고 약간의 붉은색을 띠는 피부 톤은 청록색의 풍경과 대조된다.
사냥의 여신 답게 알몸의 다이아나 주변으로 화살통과 활, 사냥개 두 마리, 사냥으로 잡은 비둘기 두 마리와 설치류 등이 그려져 있다. 다이아나는 사치스러움을 상징하는 실크 원단에 앉아 있으며, 시골의 외곽 지역과 대조를 이룬다. 사냥으로 잡은 동물에는 사랑의 상징이자 비너스의 상징이기도 한 비둘기 두 마리가 있으며, 부셰는 그의 작품 《아모르를 달래는 비너스》에서도 비둘기 두 마리를 표현하며 비슷한 모티브를 사용했다. 왼쪽에는 사냥개 두 마리가 있는데, 한 마리는 여신이 방금 나온 연못에서 물을 마시고 있고, 다른 한 마리는 고개를 돌리고 있다.

## 차용
1987년 화가 헤르만 브라운-베가는 그의 그림 'Diane des tropiques'에서 《목욕하고 나오는 다이아나》를 차용했다. 브라운-베가는 욕조에서 나오는 두 명의 알몸 혼혈 여성을 다이아나와 그녀의 님프 앞 전면에 추가함으로써 다인종, 다문화 세계의 도래를 표현했다. 그는 1989년 그의 그림 La danse(Boucher, Matisse)에서 이 과정을 반복했는데, 여기서 앙리 마티스의 그림과 부셰의 그림을 섞은 것이 추가되었다.